# Kelly Brown
Pour les articles homonymes, voir Brown.

a Compétitions nationales et continentales officielles uniquement.

b Matchs officiels uniquement.
Dernière mise à jour le 30 novembre 2017.
Kelly David Robert Brown, né le 8 juin 1982 à Édimbourg (Écosse), est un joueur international écossais de rugby à XV jouant au poste de troisième ligne aile ou troisième ligne centre.

## Biographie
Kelly Brown naît à Édimbourg. Il commence sa carrière professionnelle en 2004 avec la franchise des Border Reivers jusqu'à sa dissolution en 2007. Il dispute ensuite trois saisons avec les Glasgow Warriors, pour ensuite rejoindre les Saracens en 2010.
Il connaît sa première cape internationale le 5 juin 2005 à l’occasion d’un match contre l'équipe de Roumanie. Kelly Brown est aussi capitaine du XV d'Écosse.
Kelly Brown a la particularité dans le sport professionnel de bégayer depuis l'âge de sept ans, un handicap qui ne lui a jamais posé de problème dans sa vie sportive.
Il décide de mettre un terme à sa carrière à la fin de la saison 2016-2017.

## Palmarès
- Vainqueur du championnat d'Angleterre en 2011 et 2015
- Vainqueur de la Coupe d'Europe en 2016 et 2017